# Natatolana rekohu
Natatolana rekohu là một loài chân đều trong họ Cirolanidae. Loài này được Bruce miêu tả khoa học năm 2003.